# Diego Figueroa y Córdoba
Diego (de) Figueroa y Córdoba (Sevilla, abril de 1619 - íd., 1673), dramaturgo español del Barroco, hermano mayor del también dramaturgo José Figueroa y Córdoba.

## Biografía
Según Cotarelo procedía de la ilustre familia de los Lasso de la Vega, enaltecida por el poeta Garcilaso; una rama de la familia fue a dar a principios del siglo XVI en Málaga y estaba representada por el señor de Puertollano don Gutierre Lasso de la Vega, quien se casó en Córdoba con Ana de Figueroa, hija de dicha ciudad y de la noble casa de los Condes y luego Duques de Feria. Uno de sus hijos fue el malagueño Gómez de Figueroa y Lasso de la Vega Córdoba y Mejía, del hábito de Calatrava, quien cambió el orden de sus apellidos y fue padre de los dramaturgos Diego y José de su matrimonio en Sevilla con Ana de Francia, hija del rico indiano Pablo Martínez de Francia, natural de Paredes de Nava (Palencia) y de la sevillana Beatriz de Almonte. La familia se trasladó a la Corte y allí nació José en 1629. Cuando apenas contaba Diego veintiún años, le concedió el rey Felipe IV, por Real Cédula de 17 de febrero de 1640, el hábito de Alcántara. Solo es posible (por las muchas alusiones a la Universidad de Salamanca de sus obras) que ambos estudiaran allí y en La Dama capitán se dan tantos detalles que bien pudiera ser Diego asistiera en 1638 al socorro de Fuenterrabía. Fue casado dos veces, ambas con señoras ya viudas; su primer matrimonio fue alrededor de 1644 o poco después con la condesa de Villalba Luisa Osorio, pariente suya; no tuvo hijos. El segundo fue hacia 1655 con Agustina de Aponte y Mendoza, natural de Cuenca y señora de los Salmeroncillos, hija mayor y heredera de don Pedro de Aponte, natural de Uclés, y de doña Francisca Basilia Pareja, de Cuenca. De ella tuvo Diego dos hijos, Ana Francisca de Córdoba y Juan de Figueroa y Lasso de la Vega, nacido en Madrid el 14 de noviembre de 1658, luego señor de los Salmeroncillos. Su segunda mujer murió pronto, en 1661, dejándole al cuidado de los dos niños; al varón le consiguió el hábito de Calatrava. Con su hermano José concurrió a Academias literarias, aunque era menos aficionado a ellas; concurrió a algunos certámenes y logró un primer premio con unas glosas. A don Diego, como Mecenas, dedicó en 1661 y 1664 el editor Domingo de Palacio y Villegas las dos partes de su colección de entremeses titulada Rasgos del ocio.

## Obras
Se le tenía por más poeta que su hermano, con quien colaboró varias veces, por ejemplo en La dama capitán, representada en Palacio en 1661, Leoncio y Montano (imitación de La corona de Hungría de Lope de Vega), Pobreza, amor y fortuna (excelente comedia de enredo con buenos caracteres), Vencerse es mayor valor, Rendirse a la obligación y Mentir y mudarse a un tiempo (quizá su comedia más célebre, representada ante los Reyes en el Carnaval de 1658 y conocida también como El mentiroso en la Corte, que revisa La verdad sospechosa de Juan Ruiz de Alarcón con más desenfado y menos moral).
Con Juan de Matos Fragoso escribieron los hermanos La más heroica fineza y fortunas de Isabela, representada en 1668. Diego escribió en solitario La hija del mesonero, basada en La ilustre fregona de Lope de Vega, La lealtad en las injurias, La sirena de Trinacria, (una especie de zarzuela inspirada en La vida es sueño de Pedro Calderón de la Barca, de quien evoca incluso los versos) y Todo es enredos amor, sobre la historia de la famosa poetisa Feliciana Enríquez de Guzmán, disfrazada de varón para seguir a su amante a la Universidad de Salamanca y cuyo argumento tomó Alain René Lesage para el libro IV de su Gil Blas de Santillana. De sus primeros tiempos parece A cada paso un peligro, importante por los esbozos costumbristas que ofrece de Salamanca y en su ridiculización del lenguaje culterano y su aparatoso enredo secundario.
No se prodigó en géneros menores: solo dejó una loa y el entremés La presumida, género este en que le ganó su hermano José, muy reputado por ellos.